# Kirill Gerstein

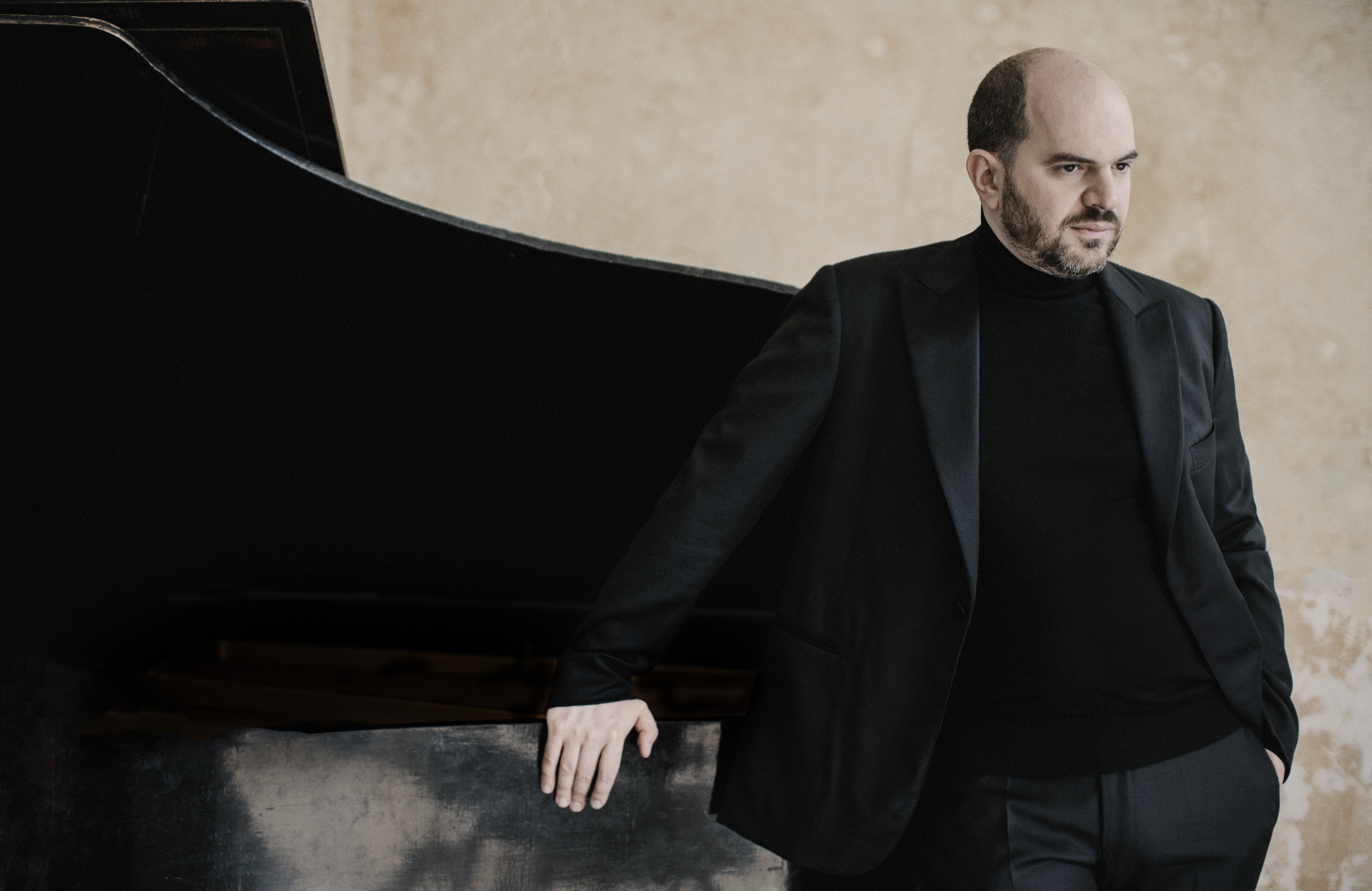
Kirill Gerstein 2018

Kirill Gerstein, en ruso: Кирилл Герштейн (Vorónezh23 de octubre de 1979) es un pianista judío ruso radicado en Estados Unidos.

## Vida

### Formación
Gerstein proviene de una familia judía rusa;  el padre es matemático y la madre es profesora de música.  Desde pequeño, Gerstein estuvo influenciado tanto por la música clásica como por el jazz: asistió a una escuela de música en su ciudad natal de Vorónezh, centrándose en el piano clásico, y al mismo tiempo estudió intensamente los discos de jazz de sus padres.   En Polonia, durante un concurso sobre el piano de Bach que ganó a la edad de 10 años, Gerstein entró en contacto por primera vez con el jazz en vivo. A la edad de 12 años conoció a Gary Burton en el Festival de Jazz de San Petersburgo. Burton apoyó al joven músico y le ayudó a convertirse en el alumno más joven en estudiar en el prestigioso Berklee College of Music de Boston, en Estados Unidos.  Gerstein estudió allí jazz durante tres años, pero no perdió de vista la música clásica. Cuando tuvo claro que no podría estudiar ambos estilos de música con la misma intensidad a largo plazo, poco antes de graduarse se trasladó a la Escuela de Música de Manhattan para dedicarse por completo a la música clásica. A los 20 años completó sus estudios con el grado académico de Maestría. Luego completó clases magistrales con Dmitri Bashkirov en la Escuela Superior de Música Reina Sofía de Madrid, con Ferenc Rados en Budapest y asistió a la Academia Internacional de Piano del Lago Como en Italia en 2003 y 2004.

### Carrera
Cuando todavía era estudiante, Gerstein hizo su debut en septiembre de 2000 en uno de los escenarios de conciertos más importantes de Europa con la Orquesta de la Tonhalle de Zúrich bajo la dirección de David Zinman y tocando el complejo Concierto para piano n.º 1, Op. 15 en re menor de Johannes Brahms.  Obtuvo fama internacional en 2001 al ganar la medalla de oro en el Concurso Internacional de Piano Arthur Rubinstein en Tel Aviv y al año siguiente al ganar el Premio Gilmore al Joven Artista en el Festival Internacional de Teclado Irving S. Gilmore en Kalamazoo.
El álbum debut de Gerstein, con obras de Bach, Beethoven, Scriabin y Gershwin / Wild, fue lanzado en 2004 por OehmsClassics. Después de pasar al sello musical Colonia Myrios Classics, en 2010 se lanzó un segundo álbum con obras de Schumann, Knussen y Liszt. Los críticos musicales del New York Times nominaron el disco como uno de los mejores álbumes de 2010.  La emisora de radio estadounidense NPR Classical incluyó el disco en The Top 5 Chopin and Schumann Albums of 2010.  En otra grabación de 2010, de las Sonatas para viola y piano Vol. 1 con Tabea Zimmermann, las grabaciones de las “Sonatas de Brahms” fueron consideradas “pioneras”.
En 2010, Gerstein recibió el prestigioso Gilmore Artist Award. En el discurso de elogio, el "rápido ascenso de Gerstein a la cima de la música clásica" se atribuyó a su "técnica magistral, sofisticación tonal y una curiosidad musical" que le permitió abrirse a un "repertorio de varios siglos y estilos".  Gerstein fue el sexto ganador del premio, que se concede tras un largo período de observación.
Ha encargado composiciones a Oliver Knussen, Alexander Goehr y, en otros géneros, a los músicos de jazz Brad Mehldau, Chick Corea y Timothy Andres.
Gerstein interpreta ocasionalmente piezas de jazz y también se siente cómodo con la música de cámara.  Toca regularmente con Steven Isserlis, Emmanuel Pahud y como trío con Clemens Hagen y Kolja Blacher y hace música con el Cuarteto Hagen y el Kuss Quartet. Su cuarta grabación con obras de Brahms, Schubert y Franck de 2011 y Tabea Zimmermann a la viola fue descrita por Rondo como “elegante, diferenciada” y “técnicamente impecable”. 
En 2016, Gerstein interpretó su primer concierto con la Filarmónica de Berlín, después de haber actuado en años anteriores con otras orquestas de renombre como la del Concertgebouw, la Filarmónica de Viena, la de Los Ángeles, la de Nueva York, la de San Petersburgo, la Checa, la de Múnich y la de Róterdam, las Orquestas Sinfónicas de Londres, Chicago, Boston y San Francisco, la Orquesta de la Gewandhaus de Leipzig y la Staatskapelle de Dresde y de Berlín. Gerstein es un invitado habitual en el Festival de Aix-en-Provence, los festivales de Lucerna y Verbier, el Festival de Música de Cámara de Jerusalén y los Proms de Londres. Debutó en el Festival de Salzburgo ya en 2008.
Por la grabación Chaikovski, Prokofiev: Conciertos para piano con la Orquesta Sinfónica Alemana de Berlín bajo la dirección de James Gaffigan, Gerstein recibió el Echo Klassik en la categoría Grabación de concierto del año en 2015. La versión de 1879 del Concierto n.º 1 de Chaikovski aparece en grabación por primera vez.   La grabación de Liszt de Gerstein de los Études d'exécution trascendentante fue elegida entre las cinco mejores grabaciones de música clásica de 2016 por el crítico musical del New York Times Anthony Tommasini.  La emisora de radio estadounidense WFMT estuvo de acuerdo con esta calificación.  Alex Ross de The New Yorker citó la grabación como una de las actuaciones y grabaciones notables de 2016.
Desde 2003, Gerstein tiene ciudadanía rusa y estadounidense.  Desde 2007 trabajó durante diez años como profesor en la Universidad de Música y Artes Escénicas de Stuttgart y desde 2017 imparte clases magistrales por todo el mundo.  Gerstein también ha enseñado en el Berklee College of Music, en el Conservatorio de Boston desde 2014 y en la Academia Kronberg desde 2018.

## Discografía (selección)
- Johann Sebastian Bach : Partita para piano n.° 4 en re mayor BWV 828; Ludwig van Beethoven : Sonata n.° 5 en do menor, Op. 10 n.° 1 ; Alexander Scriabin : 12 estudios op.8 y 3 estudios op.65 ; Earl Wild : Gershwin/Wild Virtuoso Etudes Embraceable You y Liza. ( OehmsClassics, 2004. Grabado del 9 al 11 de julio de 2003 en Múnich.)
- Robert Schumann : Humoreske op.20 en si mayor ; Oliver Knussen : El último baile de Ofelia; Franz Liszt : Sonata para piano en si menor . (Myrios Classics, 2010. Grabado en el Reitstadel de Neumarkt in der Oberpfalz en mayo de 2010.)
- Sonatas para viola y piano Vol. 1 con Tabea Zimmermann . Rebecca Clarke : Sonata para violín y piano; Henri Vieuxtemps : Sonata para viola op.36; Johannes Brahms : Sonata n.° 2 en mi bemol mayor para piano y clarinete (viola), op.120. (Myrios Classics, 2010. Grabado en el Deutschlandfunk Chamber Music Hall de Colonia en marzo y abril de 2010.)
- Sonatas para viola y piano Vol. 2 con Tabea Zimmermann. Johannes Brahms: Sonata n.° 1 en fa menor para piano y clarinete (viola), op.120; Franz Schubert : Sonata para arpegio y piano D821; Eduard Franck : Sonata para violín en la mayor. (Clásicos de Myrios, 2012.)
- Imágenes imaginarias . Modest Músorgski : Cuadros de una exposición y Robert Schumann: Carnaval, op.9 . (Myrios Classics, 2014. Grabado en Funkhaus Nalepastraße en Berlín del 19 al 23 de noviembre de 2013.)
- Piotr Chaikovski : 1. Concierto para piano op.23 en si menor en la versión de 1879;  Serguéi Prokófiev : Concierto para piano n.º 2 en sol menor, opus 16 con la Orquesta Sinfónica Alemana de Berlín bajo la dirección de James Gaffigan . (Myrios Classics, 2015. Grabado en Funkhaus Nalepastraße en Berlín del 23 al 27 de junio de 2014.)
- Franz Liszt: Estudios de ejecución trascendental . (Myrios Classics, 2016. Grabado en la sala de conciertos Siemensvilla del 12 al 15 de diciembre de 2015.)